# Rio Ayakulik
O rio Ayakulik é o mais longo curso de água da Ilha Kodiak, no estado do Alasca, Estados Unidos. Possui aproximadamente 64 quilômetros de extensão e apresenta a maior bacia hidrográfica dentre os rios da ilha.

## Curso
O rio Ayakulik tem sua nascente próxima a um pequeno lago no Refúgio Nacional de Vida Selvagem de Kodiak. Flui inicialmente para o sudeste através de áreas selvagens e, posteriormente, curva-se para sudoeste, desaguando no Estreito de Shelikof.

## Ecologia
O Ayakulik abriga todas as cinco espécies de salmão existentes nas águas do Alasca.

## Atividades recreativas
Durante o verão, o rio é popular para atividades como rafting, caça, fotografia de natureza e pesca esportiva.